# Behind the Laughter
Behind the Laughter, llamado Detrás de las risas en España y Detrás de la risa en Hispanoamérica, es un episodio perteneciente a la undécima temporada de la serie animada Los Simpson, emitido en Estados Unidos por primera vez el 21 de mayo de 2000. Fue escrito por Tim Long, George Meyer, Mike Scully y Matt Selman, dirigido por Mark Kirkland, y la estrella invitada fue Willie Nelson como sí mismo. En España este fue el último episodio que dobló Carlos Revilla (voz de Homer), ya que, desafortunadamente falleció meses después, mientras que en Hispanoamérica ocurrió lo mismo con el actor Carlos Petrel (voz del Abuelo), fallecido también en septiembre del año 2000. El episodio es una parodia del programa de MTV/VH1 Behind the Music, y en el mismo se cuenta la historia de la fama de los Simpson. Este episodio ganó el premio Emmy de 2000 al "Mejor programa de animación (De menos de una hora)".

## Sinopsis
Este episodio es una parodia de Behind the Music, la serie de biografías de VH1, llegando a compartir el mismo narrador, Jim Forbes. Empieza con la historia de la familia Simpson y con cómo ellos entraron al negocio del entretenimiento. La primera parte del documental sigue a la familia desde sus inicios hasta su prosperidad. Un programa de televisión, un contrato de grabación, muchos premios y una incontable riqueza tras el inadecuado video "piloto" de Homer.
No obstante, los problemas empiezan mientras la fama de los Simpson aumenta. Tras una acrobacia que le causa una lesión (la caída de "Bart the Daredevil", después de un montaje de lesiones), Homer se vuelve adicto a los analgésicos, Marge hace algunos negocios insensatos, y Bart va a rehabilitarse tras atacar a auxiliares de vuelo, siendo reemplazado en la serie por Ricky Ricón. La IRS examina la casa Simpson y se las quita (llamada Homertime, en parodia a la casa de MC Hammer, Hammertime). Con las tensiones en aumento en la familia, el equipo de libreto y producción incurren a introducir tramas sin sentido y desvergonzadas apariciones invitadas para mantener los índices de audiencia, luego, la familia entra en una enorme disputa y se separan en plena Feria Estatal de Iowa.
Fox está obligado poner la serie en hiatus, ya que ninguno de los Simpsons se dirigen la palabra. Ellos siguen proyectos independientes, Homer es actor de teatro, Bart reemplaza a Lorenzo Lamas como la estrella del programa Renegado; Marge hace un acto en un club nocturno cantando "I Shot the Sheriff" de Bob Marley; y Lisa escribe ¿Donde Están Mis Residuos?, un libro sobre sus experiencias trabajando en la serie, como Homer mezclando hormonas anti-crecimiento en su cereal. Todo parece imposible para que la familia se reúna, hasta que Willie Nelson prepara una ceremonia de premiación falsa para reconciliar a la familia. Se abrazan y olvidan sus errores en una emotiva reunión. Nuevamente, miran de manera esperanzada de que haya muchos años de episodios de los Simpson.
El episodio finaliza con un epílogo, en el cual el narrador declara, "...el futuro es más brillante que nunca para ésta familia del Norte de Kentucky". Tras el epílogo, la familia Simpson aparece en una sala de ediciones de video, viendo una escena de un futuro episodio de la temporada siguiente, la cual muestra a la familia hablando de ganar un viaje a Delaware. Aparentemente en respuesta a la artificial y aburrida calidad de la escena, Homer asegura al editor que la temporada siguiente será la última. La escena final es un falso adelanto para un futuro episodio de Behind the Laughter sobre Huckleberry Hound, el cual confiesa que él es gay.

## Producción

### "Norte de Kentucky"
El episodio hace alusión al chiste de la desconocida e no indentificada ubicación de Springfield. La versión original la línea original de Forbes al final, "El futuro parece más brillante para esta familia del Norte de Kentucky," ha sido cambiada en repetidas ocasiones. Scully dijo que los escritores no querían "fijarlo para los fans," y con el conocimiento del episodio podría repetir su emisión, tuvieron a Forbes grabando algunas localizaciones alternativas (por ejemplo, el "Sur de Illinois"), las cuales serían escuchadas en repeticiones en Fox. Cada una de las alternativas localizaciones, incluyendo la inutilizada "pequeña isla de Lanai", puede ser encontrada en el DVD de la undécima temporada como un huevo de Pascua.